# Bob Daisley
Robert „Bob” Daisley (n. 13 februarie 1950 în Sydney, Australia) este un basist și textier de hard rock care a abordat mai multe genuri muzicale, de la heavy metal la rock and roll și blues.